# GFC '33
GFC '33 is een Nederlandse amateurvoetbalclub uit Grubbenvorst in Limburg, opgericht in 1933. Het eerste elftal speelt in de Vierde klasse zondag (2022/23). De club speelt op Sportpark D'n Haspel in Grubbenvorst.
Voordat in 1933 de voetbalvereniging onder de naam RKGFC werd opgericht (Rooms Katholieke Grubbenvorster Football Club), werd er in Grubbenvorst ook al gevoetbald. Aan het einde van de Eerste Wereldoorlog in een club met de naam Blauw Wit. Nadat deze club ter ziele was gegaan ontstond een combinatie met Lottum onder de naam G(rubbenvorst) L(ottum) C(ombinatie). Ook deze vereniging hield niet lang stand. Het jaar daarop, in 1926, ondernam men weer een poging en werd de G(rubbenvorster) V(oetbal) V(ereniging) opgericht. Deze hield het vol tot 1932, waarna RKGFC ontstond.
Drie jaar na de oprichting, in 1936, werd het eerste elftal kampioen in de 1e klasse Afdeling Limburg en promoveerde het standaardteam naar de 4e klasse KLVB. In het begin van de jaren vijftig begonnen voor RKGFC echte gloriejaren. In 1952 werd het eerste elftal kampioen, maar verloor de promotiewedstrijd. In het jaar daarop lukte dit wel tegen Grave ne promoveerde het vlaggenschip van de club naar de 3e klasse. Hier wist men zich te handhaven tot 1957. In de eerste jaren speelde de club nog in de kleuren zwart-geel, zoals nu nog de veteranen. De successen van Real Madrid in de jaren 50 en 60 van de twintigste eeuw, bracht de club echter op het idee om te wisselen naar een geheel wit tenue. Later kregen de senioren ook blauwe sokken, net als de jeugd.
In 1977 werd de naam RKGFC gewijzigd in GFC'33. Veel geluk bracht deze naamswijziging niet: Er volgde sportief een zware periode. Het eerste elftal degradeerde van de 4e klasse KNVB naar de 1e klasse Afdeling Limburg, waar het speelde tegen diverse lagere teams van andere clubs Het dieptepunt in de geschiedenis voltrok zich in 1979 toen de club degradeerde naar de 2e klasse in de afdeling.
Begin jaren 80 verkaste de club van het vertrouwde sportpark De Comert in het dorp naar het huidige sportpark D’n Haspel plek in nieuwbouwwijk Het Reuvelt.
Uit het sportief diepe dal klauterde GFC'33 in de eerste helft van de jaren 80 weer naar boven. In 1986 werd zelfs opnieuw de 3e klasse KNVB gehaald, na een legendarische en omstreden wedstrijd in en tegen concurrent Baarlo (0-1 winst). Baarlo wilde de bal uit het veld schieten voor een blessurebehandeling, maar spits Theo Verheijen pikte de bal op en maakt het winnende doelpunt. Na de degradatie uit de 3e klasse bivakkeerde de club lang in de lagere regionen van het amateurvoetbal. Sporadisch waren er successen, zoals in 1999 toen zowel het 1e alsook het 2e elftal kampioen werden in hun klasse.
Na jaren anoniem mee te hebben gespeeld in de inmiddels opgerichte 6e klasse KNVB, kwamen vanaf het seizoen 2011-2012 opnieuw de sportieve successen. Een talentvolle lichting stroomde door vanuit de jeugd en onder leiding van de nieuwe trainer Casper Tielen en de aangetrokken aanvoerder Wouter van Denzen (werkzaam bij sponsor AZ barbecue) promoveerde het 1e elftal met een 3e plaats naar de 5e klasse. Door aanstaande fusies van clubs was geen nacompetitie nodig. De promotie was het signaal voor enkele oud-GFC’ers om terug te keren op het oude nest. Met name de komst van doelpuntenmachine Etiënne Verhofstad bracht de club nieuw succes. In het seizoen 2012-2013 werd het team direct glorieus kampioen in de 5e klasse. Daarmee was de koek nog niet op. Met de nieuwe trainer Grad Xhofleer stoomde GFC’33 zelfs door naar de 3e klasse, na een zinderende nacompetitie waarin eerst Stiphout werd uitgeschakeld en vervolgens Handel. Na de 1-1 in Brabant scoorde invaller Ivo Wijnen in Grubbenvorst na een 0-1 achterstand de winnende 2-1. De bussen met vele toeschouwers uit Handel dropen teleurgesteld af, links en rechts wat vuurwerk achterlatend.
Het eerste jaar wist GFC’33 zich knap te handhaven in de 3e klasse, maar in het seizoen 2016-2017 volgde de degradatie naar de 4e klasse. Een nieuwe talentvolle lichting uit de jeugd klopte inmiddels op de deur. Maar het seizoen 2017-2018 begon moeizaam. Nieuwe trainer, veel blessures en een degradatieplek in de winterstop. Door een zeer sterke serie in het voorjaar wist het team echter uit het dal te kruipen en uiteindelijk zelfs nog de nacompetitie te bereiken. Daarin was in de 1e ronde Helmondia een maatje te groot.

## Samenwerking met S.V. Lottum
Met de ingang van het seizoen 2020-2021 werken de jeugdafdelingen van S.V. Lottum en GFC'33 samen. De groeiende uitdagingen bij beide verenigingen om teams binnen alle leeftijdscategorieën op de been te krijgen, geldt als voornaamste reden van de samenwerking. Door de samenwerking kunnen jeugdspelers gemakkelijker in een team binnen hun gewenste niveau en leeftijdscategorie geplaatst worden.
Vanaf het seizoen 2022-2023 hebben S.V. Lottum en GFC'33 de samenwerking uitgebreid naar een gezamenlijke senioren afdeling met een voornemen tot fusie binnen 3 tot 5 jaar. Binnen deze samenwerking vormen beide verenigingen een gezamenlijk vlaggenschip. Alle overige seniorenteams spelen ook onder de vlag van de samenwerking, maar voetballen in hun eigen dorp spelen met de eigen spelers. De seniorenteams spelen onder de naam SSA S.V. Lottum - GFC'33. SSA S.V. Lottum - GFC'33 speelt in een volledig donkerblauw tenue, met een witte en oranje verticale balk in het midden als verwijzing naar de clubkleuren van beide verenigingen.
Het gezamenlijke eerste elftal van SSA S.V. Lottum - GFC'33 komt in seizoen 2023-2024 uit in de Zondag 4e Klasse F en staat onder leiding van trainer Stan Teeuwen.

## Competitieresultaten 1984–2019
| 6 4G |

| 8 4G |

| 1 4G |

| 4 3D |

| 8 3D |

| 10 3D |

| 10 3D |

| 7 4H |

| 3 4G |

| 7 4G |

| 8 4G |

| 10 4H |

| 10 4H |

| 12 4G |

|  |

| 1 5D |

| 12 4H |

| 8 5D |

| 10 5E |

| 8 6E |

| 10 6E |

| 8 6E |

| 7 6E |

| 4 6E |

| 4 6E |

| 2 6E |

| 6 6D |

| 5 6D |

| 7 6D |

| 3 6D |

| 1 5F |

| 4 4E |

| 8 3C |

| 13 3C |

| 4 4E |

| - 4G |

| Derde klasse | Vierde klasse | Vijfde klasse | Zesde klasse |

In elke staaf van de grafiek staat van boven naar beneden vermeld: 
- Eindnotering

Dit is de positie die de club heeft bereikt in de competitie, zonder eventuele beslissings-, play-off- of nacompetitiewedstrijden die nodig zijn geweest om bijvoorbeeld de kampioen van de competitie te bepalen.
Indien een * achter het getal staat is de notering een tussenstand en kan het zijn dat de notering niet overeenkomt met de uiteindelijke eindstand van de competitie.
Staat er een - dan is het seizoen nog bezig en is er geen definitieve uitslag bekend.
Staat er xx op de positie van de notering, dan heeft de club vroegtijdig de competitie verlaten. Dit kan onder andere komen door terugtrekking van het team, faillissement van de club of door een uitgedeelde straf van de KNVB. In veel gevallen staat elders in het artikel de reden vermeld.
Staat er een ? dan is het resultaat uit het verleden onbekend, en is alleen de competitie of het niveau bekend van dat seizoen.
In de seizoenen 2019/20 en 2020/21 werd wegens de coronacrisis het amateurvoetbal afgebroken. Daardoor kennen deze staven geen eindklassering (middels -- weergegeven).
- Competitieniveau en afdelingsletter of Officiële eindstand Eredivisie
  - Competitieniveau en afdelingsletter

Hierbij geeft het getal het niveau weer, dat ook terug te vinden is in de legenda. De letter is de afdelingsaanduiding en wordt gebruikt wanneer er meer afdelingen zijn op hetzelfde niveau. De afdelingsletter is altijd een hoofdletter en wordt meestal zonder nummer gebruikt.
Voorbeeld: 2F is niveau 2e klasse competitie F.
Het competitieniveau en nummer wordt niet vermeld wanneer er slechts één competitie van dit niveau was.
  - Officiële eindstand Eredivisie (getal staat tussen haakjes vermeld)

Sinds de introductie van play-offwedstrijden voor Europees voetbal na afloop van de reguliere competitie in 2005/06, is de KNVB verplicht een eindstand van de Eredivisie door te geven aan de UEFA aan de hand van deze play-offwedstrijden.
Bij deze eindstand staan clubs die zich hebben gekwalificeerd voor Europees voetbal hoger dan clubs die zich niet wisten te kwalificeren. Indien er geen verschil was tussen de eindnotering en de officiële eindstand, staat dit getal niet vermeld.

- Onderafdeling

Hier staat afgekort de naam van de onderafdeling indien de club in dat jaar in een onderafdeling uitkwam. Tevens staat deze afkorting in de legenda en wordt gelinkt naar het artikel over deze onderafdeling. Deze afkorting wordt alleen vermeld wanneer de club in het verleden in verschillende onderafdelingen heeft gespeeld. Deze vermelding is in de staaf altijd in kleine letters. Deze onderafdelingen zijn na het seizoen 1995/96 afgeschaft. Heeft de club in slechts één onderafdeling gespeeld, dan is dit alleen terug te vinden in de legenda.
Onder de staaf staat het jaartal vermeld waarin het seizoen is afgesloten. 15 verwijst naar het seizoen 2014/15 of eventueel het seizoen 1914/15.
Wanneer een staaf leeg is, zijn deze gegevens niet bekend. Het kan ook zijn dat de club dat seizoen niet heeft meegespeeld op het hogere amateurniveau, vroegtijdig de competitie heeft verlaten of uit de competitie is gezet.

In het seizoen 1944/45 was er wegens de Tweede Wereldoorlog geen regulier competitievoetbal.

## Bekende (oud-)trainers
- Theo Breukers